# 斯拉格奈堡省
31°2′N 7°24′W / 31.033°N 7.400°W
斯拉格奈堡省（阿拉伯语：‎）是摩洛哥的省份，位於該國西北部，由馬拉喀什-薩菲大區負責管轄，首府設於斯拉格奈堡，面積1,007平方公里，2014年人口537,488，人口密度每平方公里534人。